# Gujranwala

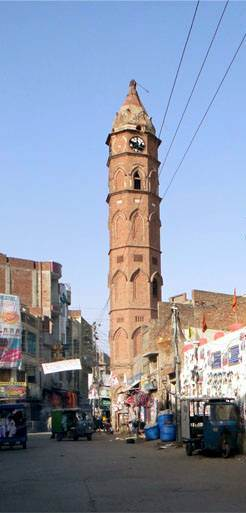
Kloktoren

Gujranwala (Urdu: گوجرانوالہ) is een stad in het gelijknamige district in de provincie Punjab in Pakistan, gelegen ongeveer 67 km ten noorden van Lahore. In 2023 had de stad 2,5 miljoen inwoners. Het gehele district had 6 miljoen inwoners.
Gujranwala vormt een belangrijk industrieel centrum binnen de Punjab ten noorden van Lahore. In het district Gujranwala wonen meer dan  6 miljoen mensen.De lokale taal is Punjabi, maar het Urdu en het Engels worden, met name door opgeleide mensen, ook gesproken.

## Geschiedenis
De oudste geschiedenis gaat terug tot de zevende eeuw, echter de naam Gujranwala komt niet eerder dan in de 18e eeuw voor. De Sikhs bezetten Punjab na de dood van de Mogolkeizer Aurangzeb Alamgir in 1707. Maharaja Ranjit Singh was de machtigste van de Sikhs-leiders en regeerde 40 jaar over de gehele streek. Na zijn dood in 1839 viel het Sikhrijk uiteen. Het gebied werd veroverd en geannexeerd door de Britten in 1849. In 1881 werd een spoorlijn aangelegd naast de Grand Trunk Road. Deze spoorlijn verbindt Gujranwala met andere steden in Punjab. De Britten regeerden de stad tot de onafhankelijkheid van Pakistan in 1947.
Tijdens de onafhankelijkheid vertrokken de meeste niet-moslims naar India en kwamen vanuit India juist veel moslims naar de stad. 
Gujranwala is nu behalve een groot agrarisch centrum (granen, meloenen, suikerbieten) vooral ook bekend vanwege het commerciële en industriële karakter (textiel, zijde, metaalbewerking). Door grootschalige irrigatie is de omliggende grond zo vruchtbaar dat een van de beste rijst van Pakistan uit deze omgeving komt.

## Sport
De stad heeft een internationaal cricketstadion; het Jinnah Stadium. Gujranwala is echter in Pakistan bekend om zijn worstelaars en wordt daarom weleens Pehlwanon Ka Shehar (de stad der worstelaars) genoemd.

## Geboren
- Mohammed Rafiq Tarar (1929-2022), president van Pakistan (1998-2001)
- Jahangir Butt (1943-2021), hockeyer